# Vangehusvej
Vangerhusvej er en ca. 300 m lang vej på Østerbro i København, der går fra Ryvangs Allé til Strandvejen.

## Gadens historie
Vangehusvej skulle være den sidste rest af den markvej, der førte fra Strandvejen til Vognmandsmarken. På hjørnet af Vangehusvej og Strandvejen lå det gamle markvogterhus til det blev revet ned i 1950’erne for at give plads til de moderne etagehuse fra 1959. 

## Nævneværdige bygninger i gaden
Nr. 1A til 1F er Lejerbos bygninger fra 1986.
Nr. 6, en bygning fra 1984, er et typisk eksempel på postmodernistisk byggeri. Det er professor Tage Lyneborg (arkitekt), der har tegnet villaen med den karakteristiske glaskarnap ned gennem midten af facaden.[kilde mangler]
Nr. 15 er fra 1907 og tegnet af Valdemar Schmidt for medicinprofessor Erik Pontoppidan. Siden 1976 har Indien ambassade haft til huse i bygningen.
Arkitekten Helge Bojsen-Møller boede i nr. 17 i et hus, han selv havde tegnet i 1914.[kilde mangler]
I midten af 1900-tallet boede bl.a. overlæge Jørgen Falbe-Hansen, som i 1943-45 var formand for Dansk Selskab for Otolaryngologi - Hoved & Halskirurgi, i gaden. I nr. 19 var der Forenede Danske Kiselgurværker (kiselgur kaldes også diatoméjord, som anvendes som isoleringsmateriale eller til mursten). Grønlandsdepartementet og Grønlandsdepartementets kulturelle afdeling lå samtidigt i nr. 12.[kilde mangler]